# BallsportArena Dresden
Die BallsportArena Dresden (auch BallsportARENA) ist eine Mehrzweckhalle in der sächsischen Landeshauptstadt Dresden.

## Lage
Die BallsportArena befindet sich im Stadtteil Friedrichstadt westlich der Inneren Altstadt im Sportpark Ostra an der Kreuzung von Magdeburger und Weißeritzstraße. Direkt benachbart ist das Heinz-Steyer-Stadion, in der näheren Umgebung befinden sich mit der Eissporthalle und der DSC-Halle weitere größere Sportstätten. Die BallsportArena liegt gegenüber der stadtbildprägenden Yenidze.
Die Halle ist über die Haltestellen Weißeritzstraße und Kongresszentrum an das Netz der Straßenbahn Dresden angebunden.

## Geschichte
Die Grundsteinlegung für die neue Arena war im Dezember 2015. Investor für die Halle war Uwe Saegeling, Medizintechnikunternehmer aus Heidenau und Präsident des HC Elbflorenz. Im Jahr 2017 wurde der Bau eingeweiht.

## Ausstattung
Die BallsportArena bietet bei Sportveranstaltungen bis 3.000 Besuchern Platz, davon sind alle Sitzplätze. Bei Konzerten kann die Zuschauerzahl auf 4.000 Plätze erweitert werden. Neben Garderoben und Umkleidekabinen mit Duschen und Toiletten sind ein Raum für Presse- und Fernseh-Arbeitsplätze, Sanitätsräume, Restaurant und ein V.I.P.-Bereich im Gebäudekomplex enthalten. Zudem verfügt das Gebäude über fünf Squashcourts, eine Kegelbahn, eine Sauna mit Bewegungsbecken und eine Physiotherapiepraxis.

## Nutzung
Der Hauptnutzer ist derzeit die Handballmannschaft des HC Elbflorenz, welcher seit der Saison 2017/18 in der 2. Bundesliga spielt.
Am 28. April 2018 wurde das Endspiel um die deutsche Meisterschaft 2018 im Futsal zwischen dem VfL 05 Hohenstein-Ernstthal und den Futsal Panthers Köln in der BallsportArena ausgetragen. Nach Verlängerung konnte sich die Mannschaft aus Hohenstein-Ernstthal mit 6:5 den deutschen Meistertitel sichern.
Darüber hinaus wird die Arena regelmäßig für Konzerte genutzt.

## Galerie

Halle in der Bauphase (2016)
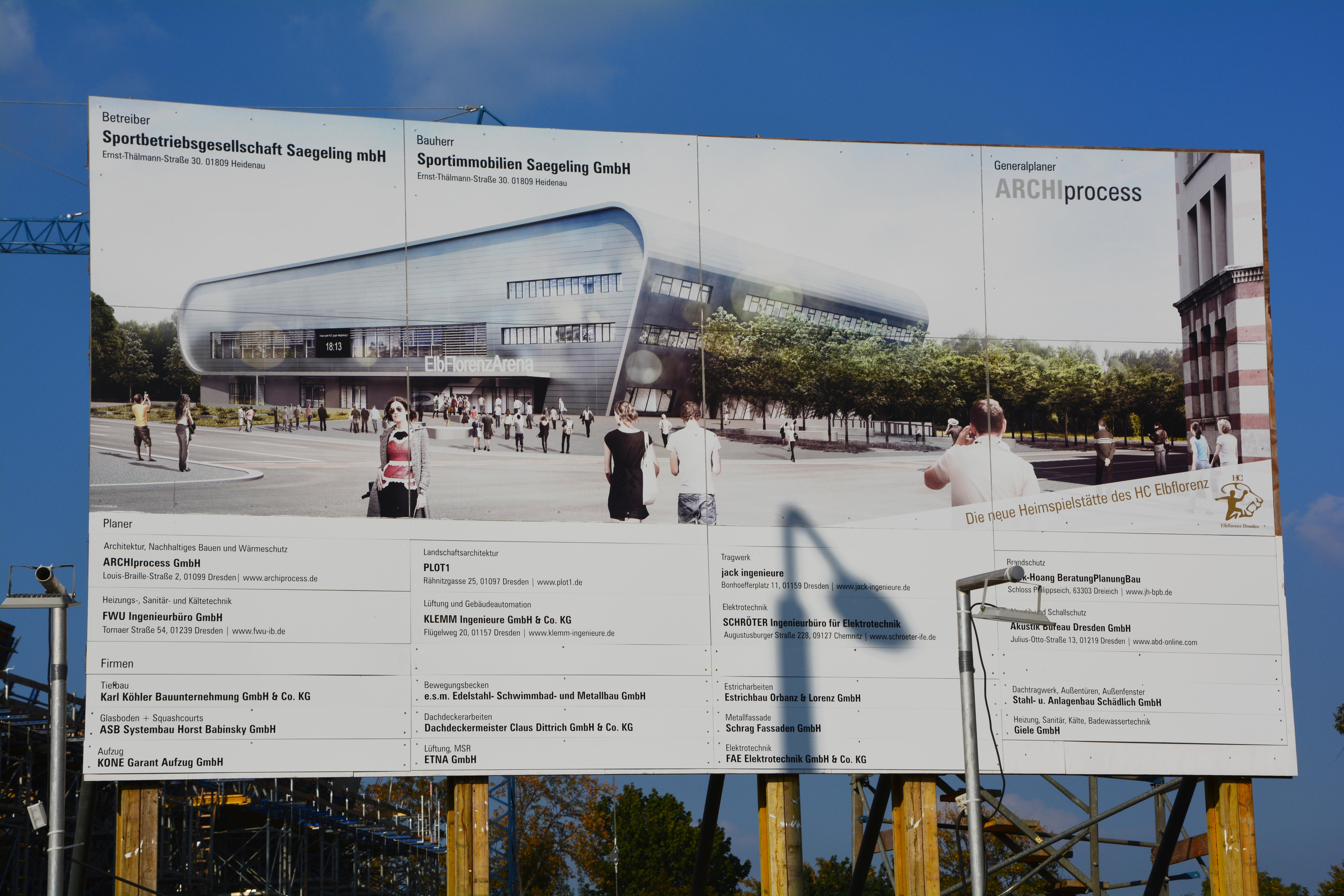
Bauschild
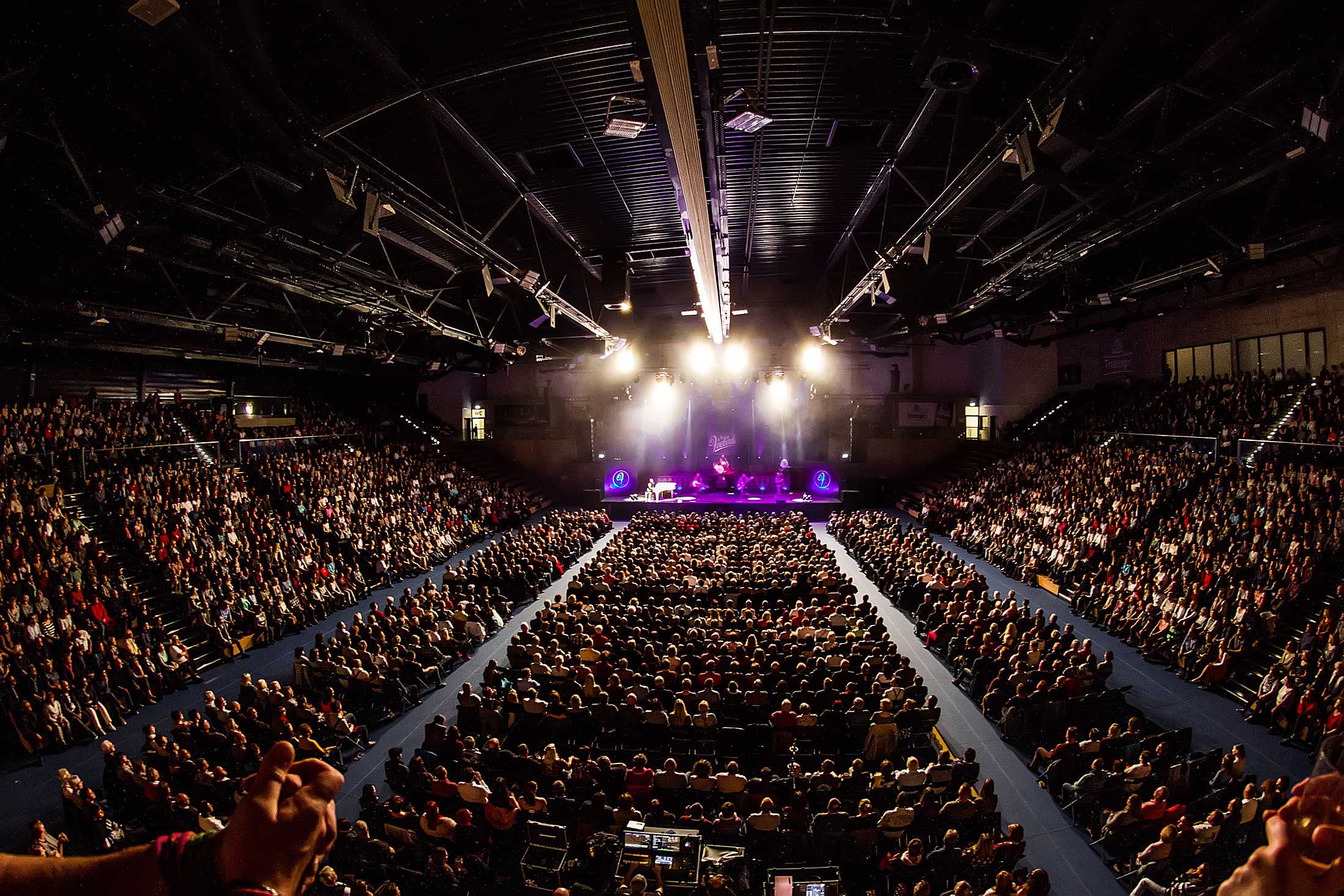
Konzert im Innenraum